# 823
823 је била проста година.

## Догађаји
- Википедија:Непознат датум — Владавина династије Абасида у Багдаду.

- Бугарски кан Омуртаг је пружио помоћ византијском цару Михаилу II, победивши војску словенских побуњеника против Византије коју је предводио Тома Словен, а која је опседала Цариград.
- Пролеће — пораз побуне Томе Словена у Византији. Тома је предат византијским властима и погубљен након страшног мучења.
- Паганија је од 823. године постала вазал кнежевине Србије.
- Почео је рат за уједињење Енглеске под влашћу Весекса.
- Победа Хурамита из Бабака над Арапима.
- Арапи су освојили Крит..
- Крунисање Лотара I од стране цара у Риму и почетак његове владавине над Италијом.

## Рођења
- 13. јун — Карло Ћелави , франачки краљ (†877)